# نلسون خاویر
نلسون خاویر (انگلیسی: Nelson Xavier؛ ۳۰ اوت ۱۹۴۱ – ۱۰ مهٔ ۲۰۱۷) هنرپیشه اهل برزیل بود.
از فیلم‌ها یا برنامه‌های تلویزیونی که وی در آن نقش داشته است می‌توان به زباله اشاره کرد.